# Мірим
Мірим — прибережне озеро в Бразилії та Уругваї. Довжина озера — 174 км, а ширина — від 6 до 22 км, загальна площа близько 2,5 тис. км², глибина до 12 м. Озеро по суті є лагуною, відділеною від Атлантичного океану широкою заболоченою косою.